# 徐麒麟
徐麒麟（1931年—）是台灣的漫畫家。出生於南投埔里。

## 人物
- 在一次偶然的機會，他受手塚治虫「荒野的彈痕」的影響而步上漫畫創作一途。他在《模範少年》連載「大頭呆」、「無錢富翁」，在《新少年》發表「三斗米」、「金博士」，在《漫畫週刊》刊登「虫少爺」。
- 1950年代，師專畢業的他已是雕塑名家，雕塑出很多名作，並以細緻的繪畫風格考究的畫出一部部感人肺腑的作品。
- 1960年代作品完全是社會寫實故事；「大頭呆」說的是埔里鄉下一個大頭孩子的虛構情節；「三斗米」也探討大食命的孩子在旱災缺糧的境遇。1966年他畫了一部「漣漪」作為告別作，刊於《天龍少年少女》。他得作品均有一個動人的背景。
- 1990年代末他又迷上了素描，每週排上三、四堂課，之後又學了水彩。其畫作習慣非常奇特，怕吵的他每遇完稿前一天，就住進旅館專心畫完，天亮再直接去交稿，順便吃個痛快的早餐。

## 簡歷
- 1951年從師專美術科畢業。

## 作品一覽
- 大頭呆
- 無錢富翁
- 三斗米
- 金博士
- 虫少爺
- 漣漪